# Rhyacophila ophrys
Rhyacophila ophrys är en nattsländeart som beskrevs av Ross 1948. Rhyacophila ophrys ingår i släktet Rhyacophila och familjen rovnattsländor. Inga underarter finns listade i Catalogue of Life.